# Oakland Raiders 2009
La stagione 2009 degli Oakland Raiders è stata la 40ª della franchigia nella National Football League, la 50ª complessiva.. Capo-allenatore è stato Tom Cable. In questa stagione, in memoria del giocatore scomparso Marquis Cooper, sul casco è stato posto il suo numero di maglia, il 95.

## Scelte nel Draft 2009
Al draft NFL 2009 i Raiders hanno scelto: 

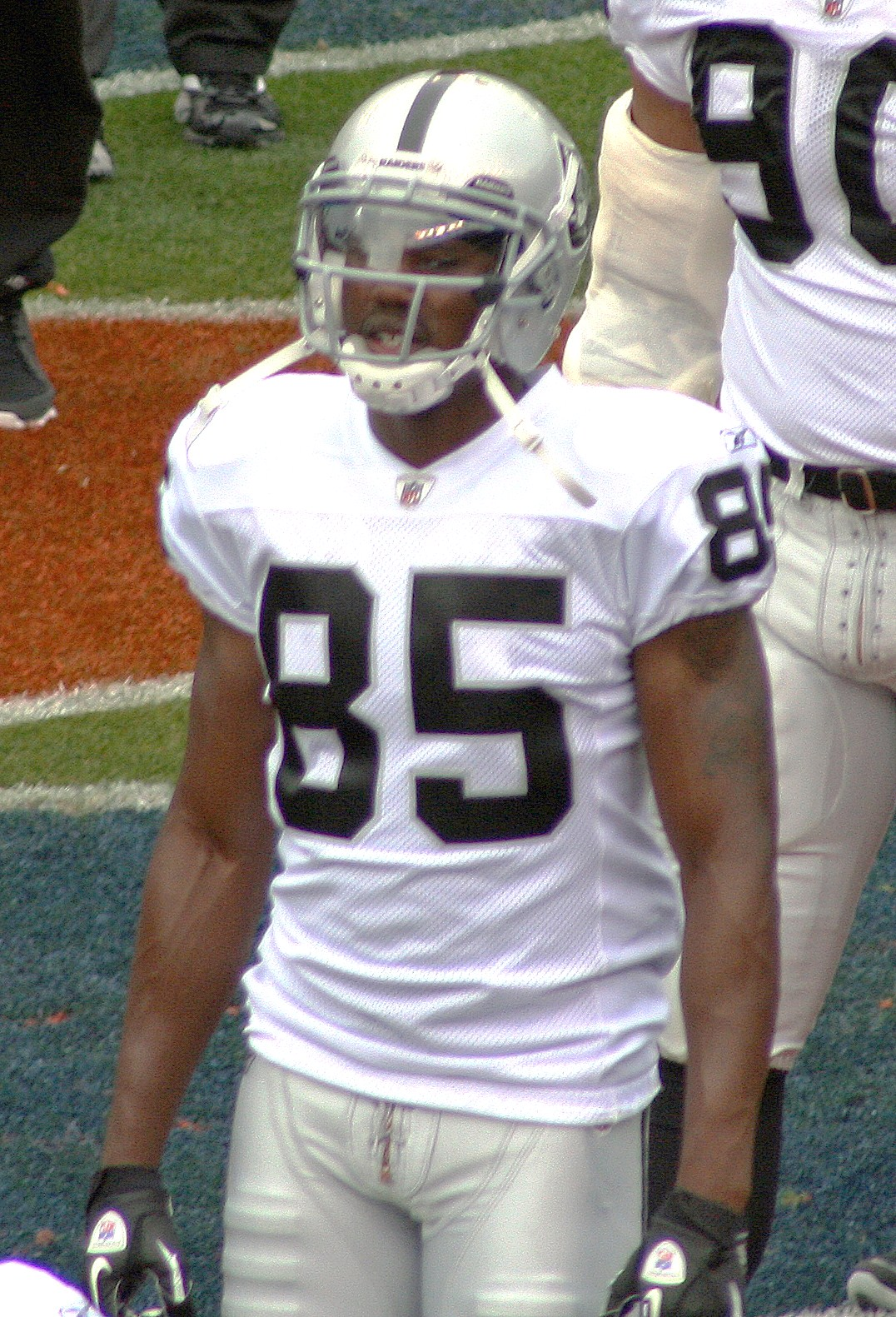
Darrius Heyward-Bey Raiders fu la scelta del primo dei Raiders nel 2009

- alla 7ª scelta il wide receiver Darrius Heyward-Bey.
- alla 47ª (ceduta dai New England Patriots) la safety Mike Mitchell.
- alla 71ª il defensive end Matt Shaughnessy.
- alla 124ª (ceduta dai Patriots) il wide receiver Louis Murphy.
- alla 126ª l'outside linebacker Slade Norris.
- alla 199ª (ceduta dai Patriots) il defensive end Stryker Sulak.
- alla 202ª (ceduta dai Carolina Panthers) il tight end Brandon Myers.

Invece hanno ceduto:
- la 40ª scelta ai Patriots per avere la 47ª, 124ª e 199ª.
- la 143ª agli Atlanta Falcons per avere DeAngelo Hall.
- la 181ª ai Miami Dolphins per avere Samson Satele.
- la 216ª ai Carolina Panthers per avere la 202ª.

## Calendario

### Pre-stagione
Il calendario della pre-stagione è stato il seguente:
- Venerdì 14 agosto 2009: vittoria per 31 a 10 contro i Dallas Cowboys.
- Domenica 23 agosto a San Francisco: sconfitta di misura per 21 a 20 contro i San Francisco 49ers.
- Sabato 29 agosto: pesante sconfitta per 7 a 45. contro New Orleans Saints.
- Venerdì 4 settembre a Seattle contro i Seattle Seahawks: un'altra sconfitta per 31 a 21.

### Stagione regolare
NOTA: L'orario è in ora italiana.
| Settimana | Data e orario                                    | Dove       | Partita                               | Risultato |
| --------- | ------------------------------------------------ | ---------- | ------------------------------------- | --------- |
| 1         | nel monday night del 15 settembre 2009 ore: 4:15 | Oakland    | Oakland Raiders - San Diego Chargers  | 20 - 24   |
| 2         | domenica 20 settembre 2009 ore: 19:00            | Kansas     | Kansas City Chiefs - Oakland Raiders  | 10 - 13   |
| 3         | domenica 27 settembre 2009 ore: 22:15            | Oakland    | Oakland Raiders - Denver Broncos      | 3 - 23    |
| 4         | domenica 4 ottobre 2009 ore: 19:00               | Houston    | Houston Texans - Oakland Raiders      | 29 - 6    |
| 5         | domenica 11 ottobre 2009 ore: 19:00              | New York   | New York Giants - Oakland Raiders     | 44 - 7    |
| 6         | domenica 18 ottobre 2009 ore: 22:05              | Oakland    | Oakland Raiders - Philadelphia Eagles | 13 - 9    |
| 7         | domenica 25 ottobre 2009 ore: 22:05              | Oakland    | Oakland Raiders - New York Jets       | 0 - 38    |
| 8         | domenica 1º novembre 2009 ore: 22:05             | San Diego  | San Diego Chargers - Oakland Raiders  | 24 - 16   |
| 10        | domenica 15 novembre 2009 ore: 22:05             | Oakland    | Oakland Raiders - Kansas City Chiefs  | 10 - 16   |
| 11        | domenica 22 novembre 2009 ore: 22:15             | Oakland    | Oakland Raiders - Cincinnati Bengals  | 20 - 17   |
| 12        | giovedì 26 novembre 2009 ore: 22:15              | Dallas     | Dallas Cowboys - Oakland Raiders      | 24 - 7    |
| 13        | domenica 6 dicembre 2009 ore: 19:00              | Pittsburgh | Pittsburgh Steelers - Oakland Raiders | 24 - 27   |
| 14        | domenica 13 dicembre 2009 ore: 22:05             | Oakland    | Oakland Raiders - Washington Redskins | 13 - 34   |
| 15        | domenica 20 dicembre 2009 ore: 22:05             | Denver     | Denver Broncos - Oakland Raiders      | 19 - 20   |
| 16        | domenica 27 dicembre 2009 ore: 19:00             | Cleveland  | Cleveland Browns - Oakland Raiders    | 23 - 9    |
| 17        | domenica 3 gennaio 2010 ore: 22:15               | Oakland    | Oakland Raiders - Baltimore Ravens    | 13 - 21   |

NOTA: alla 9ª settimana i Raiders hanno riposato.

## Classifiche
| AFC West           | AFC West | AFC West | AFC West | AFC West | AFC West | AFC West | AFC West | AFC West | AFC West |
|                    | W        | L        | T        | PCT      | DIV      | CONF     | PF       | PA       | STK      |
| ------------------ | -------- | -------- | -------- | -------- | -------- | -------- | -------- | -------- | -------- |
| San Diego Chargers | 13       | 3        | 0        | .813     | 5-1      | 9-3      | 454      | 320      | W11      |
| Denver Broncos     | 8        | 8        | 0        | .500     | 3-3      | 6-6      | 326      | 324      | L4       |
| Oakland Raiders    | 5        | 11       | 0        | .313     | 2-4      | 4-8      | 197      | 379      | L2       |
| Kansas City Chiefs | 4        | 12       | 0        | .250     | 2-4      | 3-9      | 294      | 424      | W1       |